# 清水灣第二灣

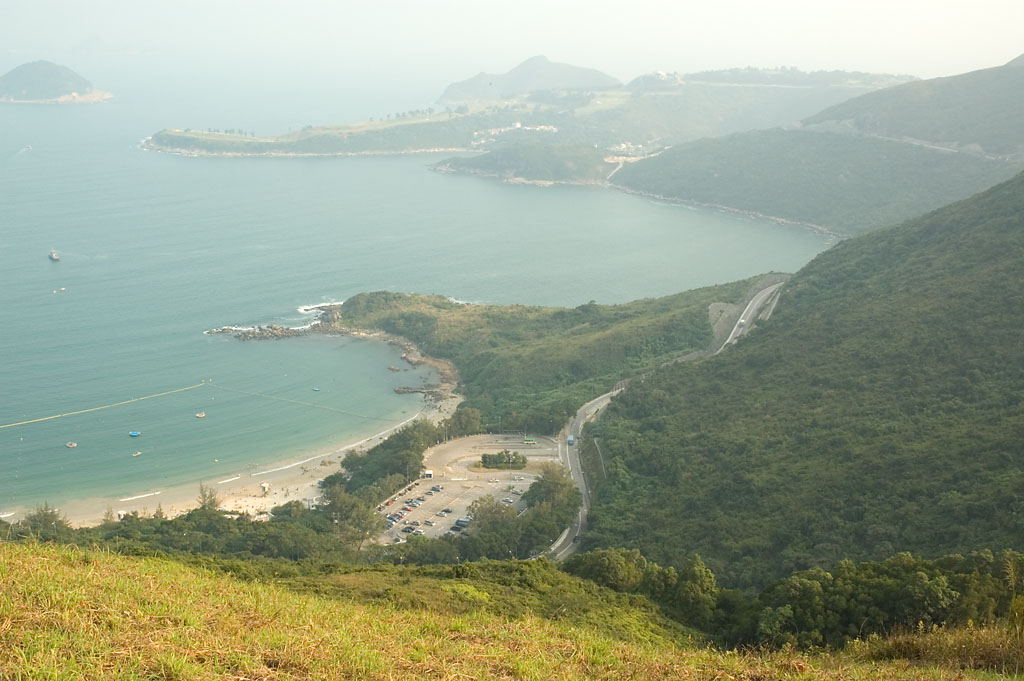
清水灣第二灣，遠處為清水灣鄉村俱樂部。

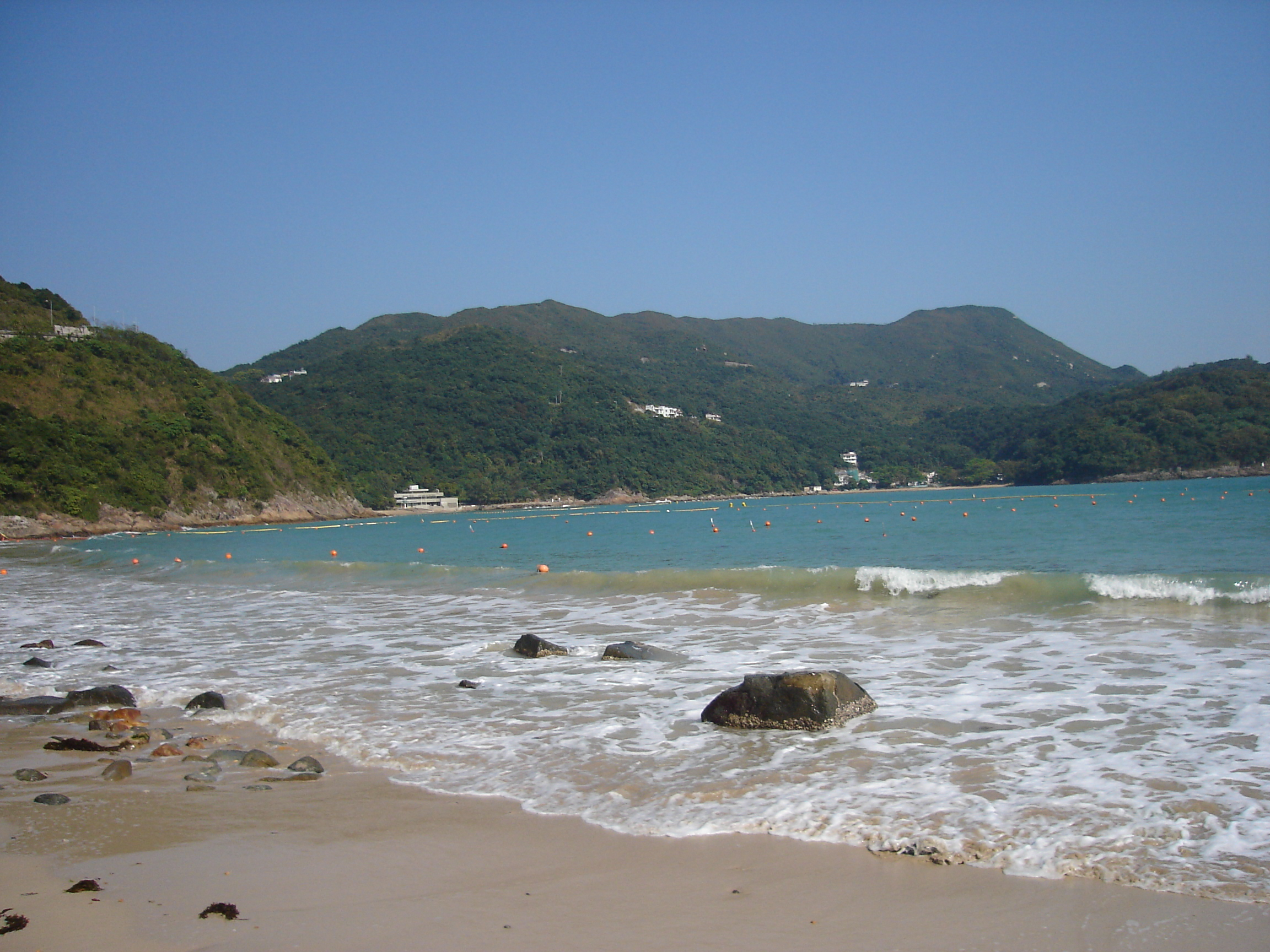
清水灣第二灣望向清水灣第一灣

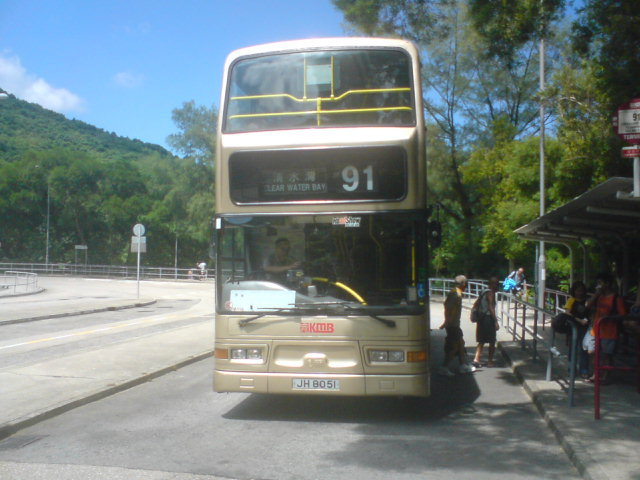
清水灣第二灣巴士站

清水灣第二灣是香港的一個海灘，位於新界西貢區的清水灣西南部，北面是清水灣第一灣。海灘現時由康樂及文化事務署管理。清水灣第二灣泳灘近年的水質趨勢為良好至一般之間。

## 名稱
官方稱此泳灘為清水灣第二灣泳灘。另外此灘一般的通用名稱有清水灣二灘、第二灘和大清水等。

## 歷史
該區的發展是在1980年代開始，至今仍是個旅遊景點，甚至有攝影發燒友到處留影。
清水灣第二灣是在1987年被政府刊憲，人流一直眾多。
2012年9月26日，清水灣第二灣的水質曾一度急速受污染至「極差」的等級。

## 設施
該泳灘現時由康樂及文化事務署管理。泳灘設備包括浮台、洗手間、救生員崗位及防鯊網。其他設施包括燒烤區、更衣室、淋浴設備。
清水灣第二灣泳灘毗鄰清水灣巴士及小巴總站。

## 交通
巴士
小巴
私家車
- 清水灣第二灣有數十個設有咪錶的泊車位（請留意：夏季的公眾假期和周末尤其是早上11時至下午7時之間經常泊滿。）

## 重大事件
2007年8月19日，一名泳客在該灘的防鯊網外游泳時，遭一艘快艇撞傷，被告人和受害者皆要負擔部分責任，結果受害人送醫檢查後證實不治，而香港區域法院則判被告180小時社會服務令。

## 參照
1. ↑   https://cd.epic.epd.gov.hk/EPICDI/beach/gradingreport/CW2/?lang=zh.   [2021-07-17]. （原始内容存档于2021-07-19）. 缺少或|title=为空 (帮助)